# USS 레인저 (CV-61)

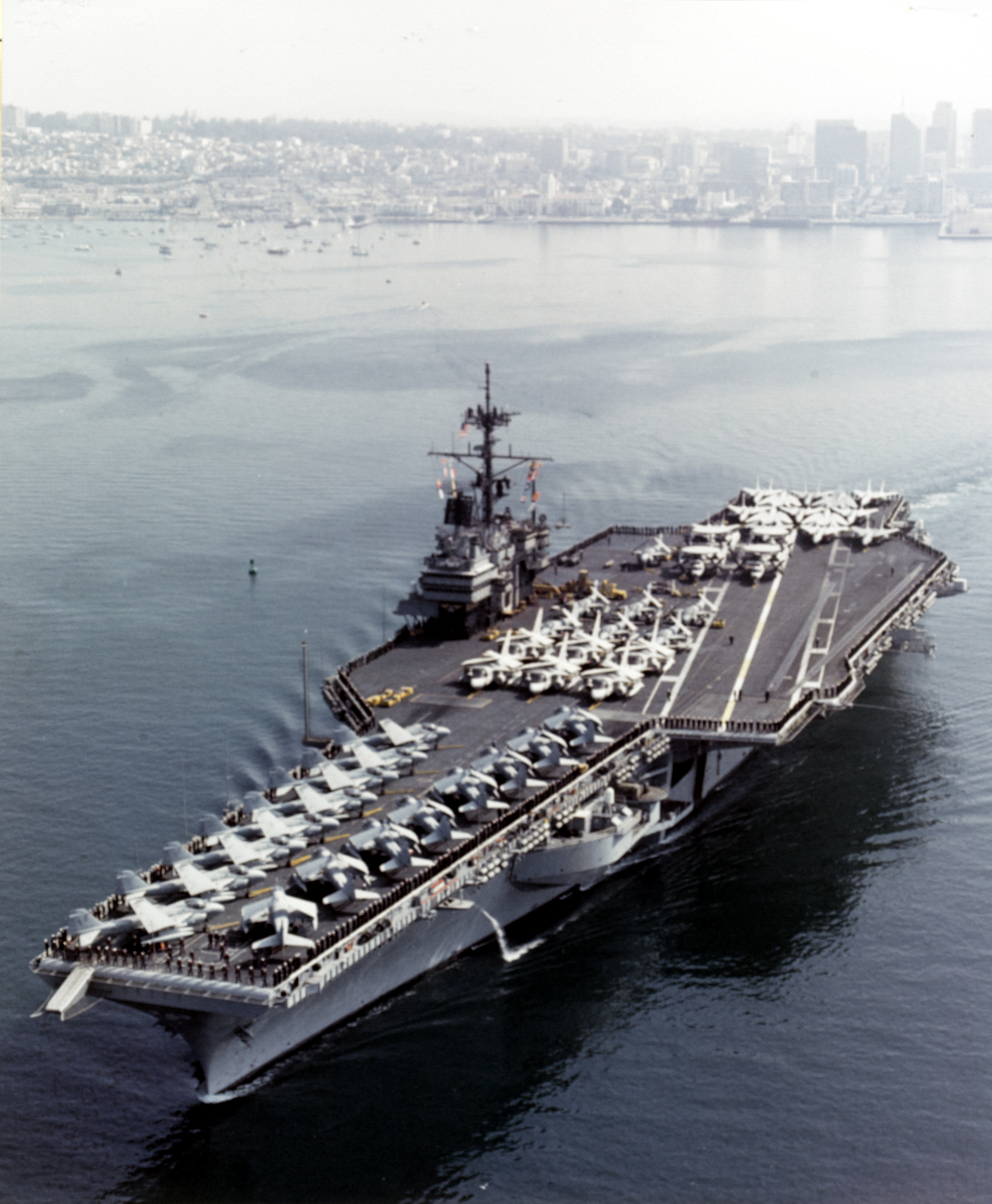
USS 레인저 (CV-61)

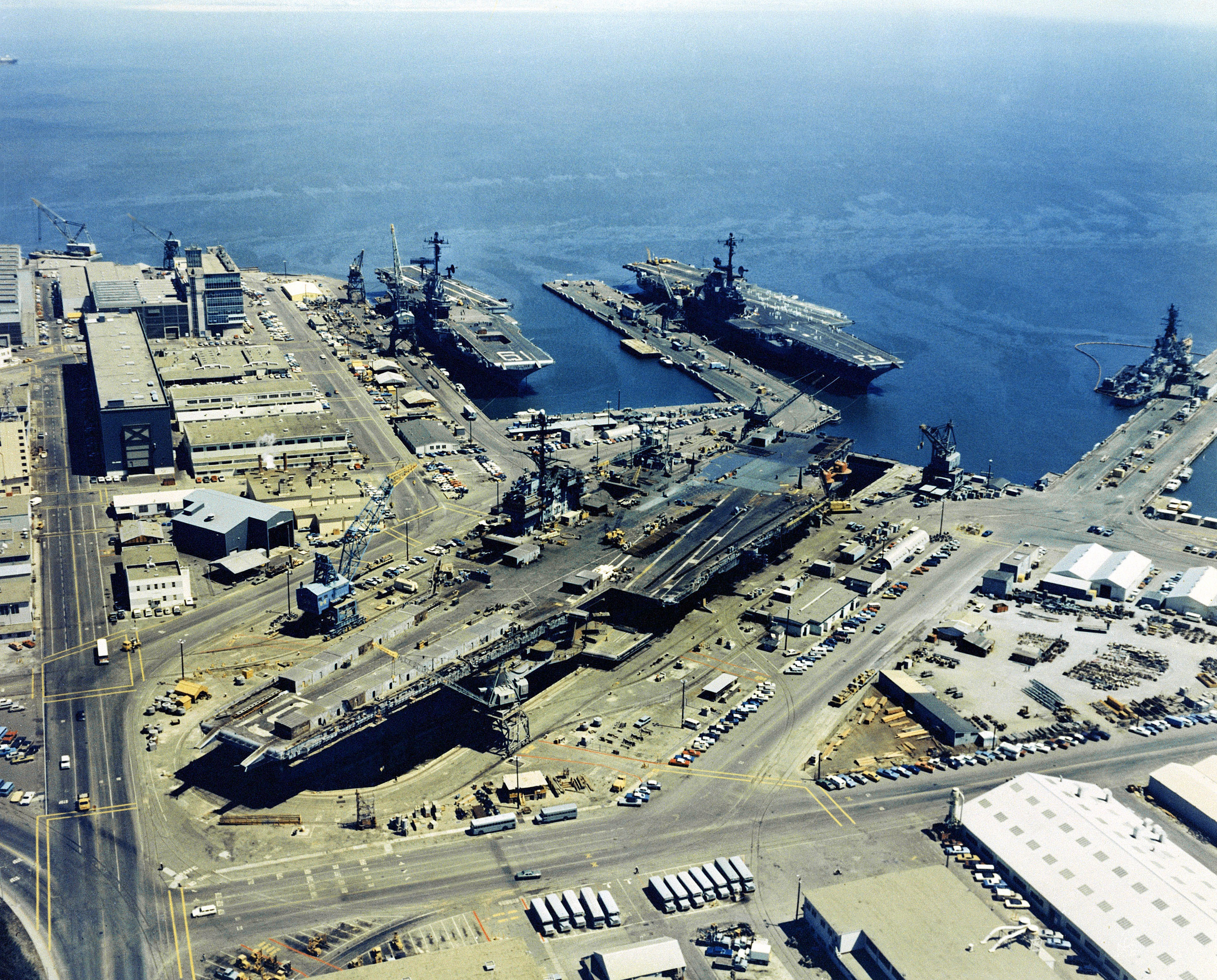
1971년 샌프란시스코 헌터스 포인트 조선소의 레인저호

USS 레인저 (CV-61)는 미국 해군 포레스탈급 항공모함의 3번함이다.

## 역사
1957년 8월 10일 취역했다. 미국 역사상 최초의 V자형 항모로 취역했다. 이전의 항공모함들은 모두 일자형으로 취역했다가 개조를 해서 V자형이 되었다. 모항은 샌프란시스코이다. 알라미다 해군항공기지도 사용했다.

### 베트남 전쟁
1964년 8월 2일 베트남에서 통킹만 사건이 발생하자, 8월 6일 레인저호는 미국에서 극동지역으로 급파되었다. 8월 10일 하와이 진주만에 겨우 8시간만 정박했다가 다시 필리핀 수빅만으로 출항, 다시 일본 요코스카 해군기지에 도착했다. 10월 17일 태스크 포스 77의 기함이 되었다. 태스크포스 77은 한국전쟁 때 미항모전단으로 유명했다.

### 푸에블로호
1968년 1월 23일 푸에블로호 피랍 사건이 발생하자, 레인저호가 베트남에서 동해로 출동했다. 동해에 65일간 머물렀으며, 작은 해군기지인 일본 사세보 해군기지에서 몇일간 머물다가 다시 동해로 가서 작전을 계속했다.